# Is It Scary
Is It Scary (englisch für „Ist es gruselig“) ist ein 1997 veröffentlichter Song von Michael Jackson. Ursprünglich wurde der Titel für den 1993 veröffentlichten Film Addams Family Values geschrieben, aber wegen vertraglichen Konflikten wurde diese Idee verworfen. So wurde der Song schließlich für Jacksons 1997 erschienenes Blood on the Dance Floor – HIStory in the Mix Album, verwendet. Is It Scary wurde von Michael Jackson, James Harris III und Terry Lewis geschrieben und produziert.
Is It Scary erhielt gemischte bis negative Rezensionen von den Kritikern. Musikalisch zeige der Song die „dunklere Seite“ von Jackson, so einige der Kritiker. Einige davon verglichen die Komposition mit Material von Marilyn Manson. Im November 1997 wurde ein Radio-Edit des Songs als eine Promo-Single in den Niederlanden veröffentlicht. Promos, die Remixes enthielten, wurden in den USA und in Großbritannien veröffentlicht.

## Hintergrund
Is It Scary, von Michael Jackson, James Harris III und Terry Lewis, eigentlich für den Film Addams Family Values geschrieben, wurde schließlich wegen vertraglicher Konflikte vom Soundtrack entfernt. Paramount Pictures hatte zuvor Jackson verpflichtet, einen Song zu schreiben, der sich mit dem Thema Horror befasst. Daraus entstand dann Is It Scary. Ursprünglich war auch ein Video für das Lied geplant. Ebenfalls war der Track einer der Songs, die für Jacksons 1995 veröffentlichtes Doppelalbum namens HIStory – Past, Present and Future Book I in Frage kamen. Allerdings wurde er dann nicht verwendet, da er nicht zu den anderen Titeln auf dem Album passte. Schließlich verwendete Jackson den Song in seinem Kurzfilm von 1997, Ghosts. Jackson benutzte Teile der Texte für den Titeltrack des Films, der ebenfalls auf Blood on the Dance Floor zu finden ist. Jackson, Harris und Lewis arbeiteten an der Produktion des Titels auf Blood on the Dance Floor.
Ein Remix von Is It Scary, namens DJ Greek's Scary Mix, wurde auf der drei Titel enthaltenden CD Single, die Teil des Ghosts Deluxe Collector Box Sets ist, veröffentlicht. Remixes waren ebenfalls auf Jacksons schlussendlich nicht verwendeter Single Smile enthalten. Der Radio-Edit wurde später auf der dritten Disk der Deluxe Edition von Jacksons Greatest Hits Album King of Pop im Jahre 2008 in Großbritannien verwendet. Ebenfalls zu finden war der Song auf der Deluxe Edition in Frankreich. Samples von Is It Scary sind während der Performance von Thriller im Dokumentarfilm Michael Jackson’s This Is It von 2009 zu hören.

## Komposition
Der Titel wird den Genres Pop, Funk und Rock zugeordnet. Aufgenommen und produziert wurde Is It Scary zwischen 1993 und 1996. Der Song hat eine Länge von 5:35 Minuten. Der Radio Edit kommt auf eine Länge von 4:11 Minuten.

## Promotion
Is It Scary wurde nie als kommerzielle Single veröffentlicht. Allerdings wurde der Track an Radiosender und Clubs weitergegeben, um für Blood on the Dance Floor: HIStory in the Mix zu werben. Promo-Singles mit dem Radio Edit und 12" Singles mit drei Remixes wurden in den Niederlanden veröffentlicht. Die USA und Großbritannien erhielten 12" Promo-Singles mit Remixes des Lieds von Deep Dish, während Großbritannien auch noch eine 12" Promo-Single mit Remixes von Eddie Baez namens Eddie's Love Mixes erhielt. Da keine Promotion stattfand und der Song nur selten im Radio zu hören war, erreichte Is It Scary keine Chartplatzierung.

## Reaktionen
Is It Scary erhielt gemischte bis negative Rezensionen. Jim Farber von den New York Daily News notierte, dass Is It Scary einige innovative Sounds aufweise, aber keine richtigen Melodien. Roger Catlin vom Hartford Courant fand, dass Ghosts und Is It Scary das am meisten verblüffende Paar sei, da Jackson dem Hörer, der die Geschichten über ihn in der Boulevard-Presse gelesen habe, die Frage stelle, ob er ungeheuerlich sei. Anthony Violanti von den Buffalo News bemerkte, dass die Songs von Blood on the Dance Floor: HIStory in the Mix, wie "Superfly Sister", "Ghosts" und 'Is It Scary", programmierte Songs mit einer Seele aus Plastik seien. Man frage sich, wie jemand der so talentiert wie Jackson sei, solche Tracks produzieren könne.
Jae-Ha Kim, ein Schreiber der Chicago Sun-Times, empfand, dass Is It Scary eine noch dunklere Seite Jacksons offenbare, als einen die Boulevard-Presse glauben zu machen versuche. Neil Strauss, von den New York Times beschrieb "Is It Scary" als "mehr nach dem Rocker Marilyn Manson klingend, als nach dem Motown-Wunderkind Michael Jackson." J. Randy Taraborrelli, ein langjähriger Michael Jackson Kritiker, gab eine retrospektive Analyse von Blood on the Dance Floor: HIStory in the Mixs Rezensionen in der Biographie The Magic & the Madness (2004). Taraborrelli bemerkte, dass in gewissen Teilen der Welt mehr Interesse an Jacksons persönlichem Leben herrschte, als an seiner Musik.

## Besetzung
- Produktion: Michael Jackson, James Harris III & Terry Lewis
- Solo & Background Vocals: Michael Jackson
- Keyboard Programmierung: Andrew Scheps
- Drumcomputer Programmierung: Jeff Taylor
- Zusätzliche Programmierungen: Rob Hoffman
- Alle Instrumente: James Harris III & Terry Lewis
- Toningenieur: Steve Hodges
- Mix: Steve Hodge
- Assistierende Toningenieure: Brad Yost, Xavier Smith, Ryan Arnold, Steve Baughman, Steve Durkee[11]